# Спарре Ольсен, Карл Густав
Карл Густав Спарре Ольсен (норв. Carl Gustav Sparre Olsen; 25 апреля 1903 — 8 ноября 1984) — норвежский композитор.
Родился в Ставангере. Когда ему исполнился год, семья переехала в Копенгаген, а в 1909 году поселилась в Осло. С 1922 года он учился игре на скрипке у Германа ван дер Вегта. Учился у Фартейна Валена в Осло (1926—1930). Он также отправился в Берлин, чтобы учиться у композитора Макса Буттинга с 1930 по 1931 год, а затем совершенствовал своё мастерство в Лондоне под руководством Перси Грейнджера. С 1934 года преподавал в Консерватории Осло. Дирижировал хором Бергенского певческого общества. Занимался музыкальной критикой в газете «Bergens Tidende».
Известен, главным образом, композициями для хора на стихи норвежских поэтов — в частности, Бьёрнстьерне Бьёрнсона. Ему принадлежат также струнный квартет, фортепианная сюита и другие произведения.